# Genís Vera Manrubia
Genís Vera Manrubia (1922—18 d'agost de 2006) fou un fotògraf català.
Va treballar per a la Revista de Badalona, l'agència EFE i el servei de protocol de l'Ajuntament de Badalona. Considerat un veritable cronista gràfic de Badalona des de la dècada de 1950 fins a la seva mort, fent-se molt conegut per la ciutadania per assistir a tota mena d'actes, tant institucionals com quotidians, que se celebraven a la ciutat, destacant les fotografies dels barris badalonins d'Artigues, Llefià i Sant Roc, que van començar a transformar-se de manera important, precisament, a partir dels anys 50. L'any 2007 la seva família va donar el seu fons fotogràfic a l'Arxiu d'Imatges del Museu de Badalona, un total de 17.000 fotografies i 19.000 negatius. El mateix any es va dedicar una exposició sobre algunes de les seves primeres fotografies, entre 1955 i 1968.